# フィアット・スクード
スクード（Scudo ）は、イタリアの自動車メーカーフィアットが販売しているLCVである。シトロエン・ジャンピーやプジョー・エキスパート等と姉妹関係にあたる。

## 初代（1996年 - 2006年）
初代スクードは1996年1月に発表、翌月生産が開始された。2004年にマイナーチェンジを実施、フロントフェイスなどを一新した。

## 2代目（2006年 - 2016年）
2代目スクードは2006年5月発表。翌年、インターナショナル・バン・オブ・ザ・イヤーを姉妹車とともに受賞。2013年にマイナーチェンジを実施。
2016年には、ルノー・トラフィックをベースに、前身と同じタレントと名付けられた車が後継車として発表された。

## 3代目（2022年 - ）
フィアットの親組織となるFCAがグループPSAと合併し、ステランティスが創設された事に伴い2022年に復活。また、乗用仕様もかつてシトロエン・エバシオン/C8、プジョー806/807、ランチア・ゼータ/フェドラの姉妹車として発売されたウリッセの名称を復活させる事となった。